# Scylla Scopulus
Scylla Scopulus és una formació geològica de tipus scopulus a la superfície de Mart, localitzada amb el sistema de coordenades planetocèntriques a -21.61 latitud N i 19.52 ° longitud E, que fa 476.91 km de diàmetre. El nom va ser aprovat per la UAI l'any 1985 i fa referència a una característica d'albedo.